# Sandgate
Sandgate est un village anglais du comté du Kent, district du Folkestone and Hythe, situé près de Folkestone en face de Boulogne-sur-Mer dans le sud-est de l'Angleterre. C'est une station balnéaire réputée de la côte du Kent. Ne doit pas être confondu avec la commune française de Sangatte située dans le département du Pas-de-Calais.

## Historique
Sandgate a été un urban district de 1894 à 1934 après avoir été intégré dans la paroisse de Cheriton. Le village a ensuite été intégré à Folkestone de 1934 à 2004. Depuis 2004, le village a recouvré son statut de Civil parish. Il accueille le Château de Sandgate, un des Device Forts, cette série de forteresses construite sur l'ordre d'Henri VIII pour se prémunir d'une invasion franco-espagnole.
Le célèbre écrivain britannique Herbert George Wells a habité dans la Spade House.
La chanson de Morcheeba The Sea a été écrite[Quand ?] à propos d'un populaire bar de plage, le Bar Vasa.

## Jumelage
| Ville | Ville    | Pays | Pays   |
| ----- | -------- | ---- | ------ |
|       | Sangatte |      | France |